# KK Mursa
KK Mursa je hrvatski ženski košarkaški klub iz Osijeka, sjedište u Reisnerovoj 46a. U prvim godinama neovisne Hrvatske natjecao se u 1. ligi. U nekoliko je navrata ispadao i vraćao se u najviši rang, a potkraj 2000-ih zbog neimaštine klub je svojevoljno napustio Prvu ligu i preselio se u niži rang natjecanja. U sezoni 2018/19 se ponovno vratio u najviši rang Hrvatske košarke, ali je iste sezone i ispao u Drugu ligu. Klub svaki put od Grada Osijeka dobiva sve manje i manje, nema sponzora i mora se boriti za termine dvorana. Premda rade u teškim financijskim uvjetima, klub je i nakon toga iznjedrio više Hrvatskih kadetskih i juniorskih reprezentativki, koje su članice ili na širem popisu izbornika reprezentacije: Karmen Čičić (EP do 16), Ida Bugarić, Ksenija Šarlija, Marina Grbeša, Magdalena Mihaljević, Ana Blaževac i Marija Pudar.

## Poznate igračice
- Sena Pavetić
- Davorka Balić
- Ana Božić
- Simona Šoda

## Domaći uspjesi
- prvenstvo Hrvatske:
doprvakinje:
prvakinje ligaškog dijela:
doprvakinje ligaškog dijela:
- Kup Hrvatske:
finalistice Kupa Hrvatske: